# Ste. Geneviève National Historical Park
Le Ste. Geneviève National Historical Park est une aire protégée américaine à Sainte-Geneviève dans le comté de Sainte-Geneviève, au Missouri. Créé le 30 octobre 2020, ce parc historique national protège des bâtiments datant de la colonisation française de la région, parmi lesquels la Amoureux House, la Bequette-Ribault House, la Jean-Baptiste Vallé House et la Lasource-Durand House.